# Janusz Teodor Dybowski

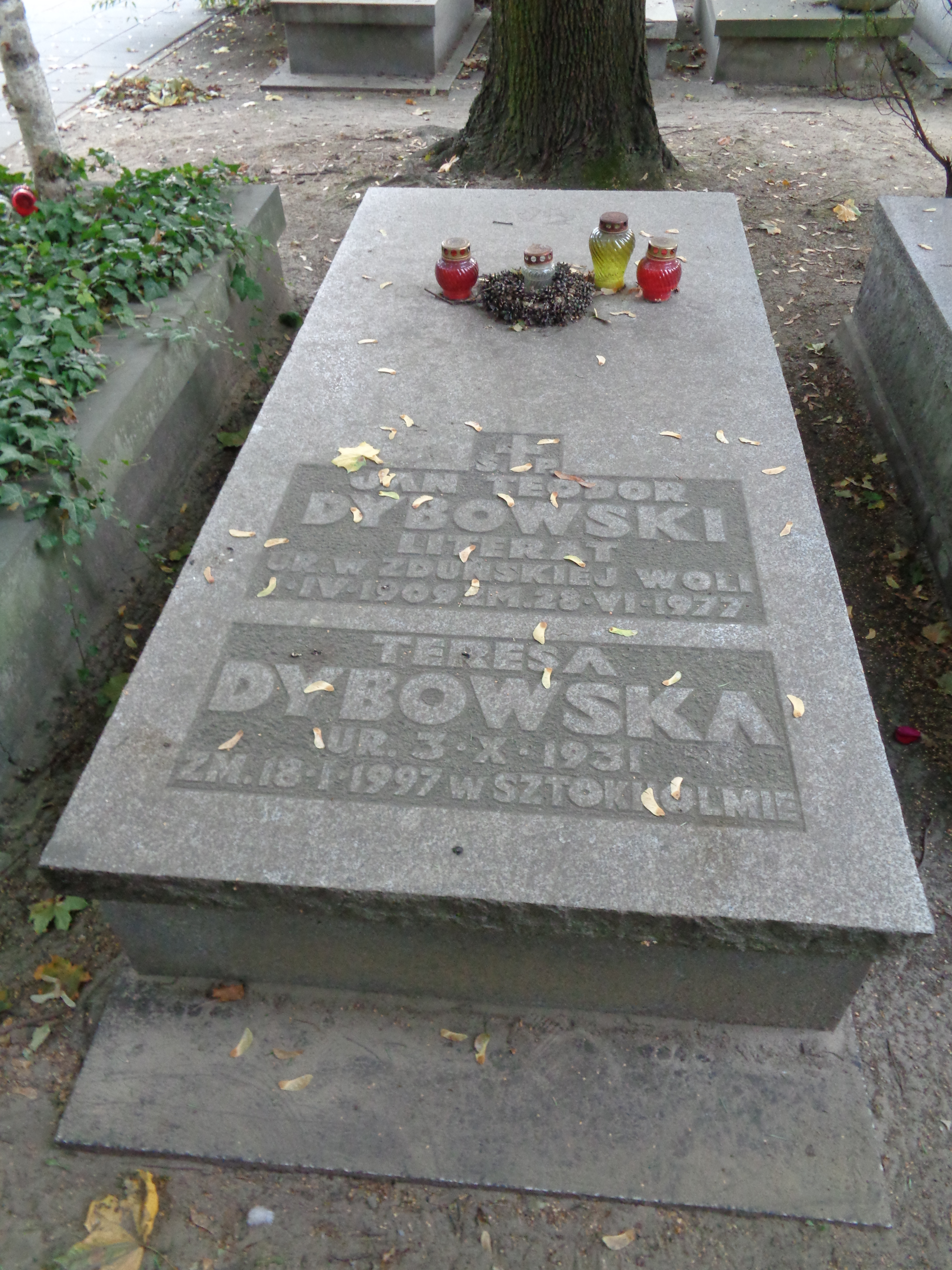
Grób Dybowskiego na Cmentarzu Wojskowym na Powązkach (2016)

Janusz Teodor Dybowski (ur. 1 kwietnia 1909 w Zduńskiej Woli, zm. 28 czerwca 1977 w Warszawie) – polski dramaturg i powieściopisarz. 

## Życiorys
Ukończył Państwowe Gimnazjum im. Tadeusza Kościuszki w Kaliszu, następnie studiował prawo na Uniwersytecie Stefana Batorego w Wilnie oraz ekonomię i filozofię na Uniwersytecie Poznańskim. W latach 1937–1939 był bibliotekarzem i zastępcą dyrektora w Bibliotece Raczyńskich w Poznaniu. 
W czasie II wojny światowej przez Węgry przedostał się do wojska polskiego we Francji, następnie trafił do niemieckiej niewoli, skąd zbiegł do Szwajcarii. Podjął studia filozoficzne na uniwersytecie we Fryburgu i w 1944 uzyskał stopień naukowy doktora. W trakcie internowania publikował w piśmie „Pamiętnik Literacko-Naukowy”. W 1945 przeniósł się do Belgii, gdzie objął asystenturę na uniwersytecie w Brukseli. Do kraju wrócił w 1947. Był kierownikiem literackim teatrów w Koszalinie, Olsztynie, Poznaniu, Rzeszowie. 
Od 1960 zamieszkał na stałe w Warszawie. Był członkiem Towarzystwa Przyjaciół Zduńskiej Woli. Pochowany na cmentarzu Powązki Wojskowe w Warszawie (kwatera B35-3-19).
We wrześniu 1980 z inicjatywy Towarzystwa Przyjaciół Zduńskiej Woli odsłonięto tablicę pamiątkową poświęconą pisarzowi, na budynku, w którym się urodził (przy ul. Stefana Złotnickiego 13).

## Twórczość
1. Paweł Włodkowic. Widowisko historyczne (prapremiera: Poznań, Teatr Nowy 1936)
2. Stanisław August. Dramat w 3 aktach (druk fragm. pt. Insurekcja [w] "Dziennik Polski" 1936 nr 87)
3. Von Schwindel w polskim dworze. Komedia w 3 aktach (prapremiera: Teatr im. Wojciecha Bogusławskiego w Kaliszu, 1937)
4. Jałmużnik z Poznania – utwór sceniczny ("Wiadomości Literackie" 1938 nr 21)
5. Cud białych orłów. Misterium ludowe ze wstępem i prologiem, z muzyką F. Nowowiejskiego (praprem. 1939)
6. Dwie czary – polska noc wigilijna. Utwór dramatyczny (Fryburg 1943)
7. Dramat mojego ojca. Dramat społeczny w 4 aktach (Bruksela 1945)
8. Po tej i po tamtej stronie. Sztuka w 3 aktach (Bruksela 1945)
9. I ty poznasz Marylę... Dramat w 4 częściach (Bruksela 1945)
10. Spiżowy jeździec. Dramat historyczny (Bruksela 1945)
11. Słońce w nocy. Komedia w 4 aktach (powst. 1945 ; prapremiera: Poznań, Teatr Polski 1947)
12. Front doktora Korczaka. Sztuka sceniczna (Warszawa 1948)
13. Kościuszko w Berville. Sztuka historyczna w 3 aktach (praprem.: Olsztyn, Teatr im. S. Jaracza 1950)
14. Złoto w dolinie. Utwór dramatyczny  (praprem.: Jelenia Góra, Teatr Dolnośląski 1950)
15. Zieleni się lipa. Montaż sceniczny (praprem.: Rzeszów, Teatr im. W. Siemaszkowej 1954)
16. Narodziny poety. Dramat w 3 częściach (praprem.: Olsztyn, Teatr im. S. Jaracza 1956)
17. Pomorskie śluby. Widowisko ("Głos Tygodnia" 1958 nr 34-36)
18. Ślub czystości. Komedia w 4 aktach ("Teatr Ludowy" 1959 nr 11/12 s. 596-824)
19. Zapora. Komedia w 3 aktach (Warszawa, Ludowa Spółdzielnia Wydawnicza, 1960)
20. Życie bez liberii. Pamiętnik (powst. 1957 ; druk fragm. w miesięczniku „Ziemia Kaliska” 1963 nr 10-20)
21. Gorące wici – powieść historyczna (Warszawa, Ludowa Spółdzielnia Wydawnicza 1962)
22. Światło nad Helladą. Powieść historyczna (Warszawa, "Nasza Księgarnia" 1963)
23. Droga do Warszawy – zarys dramatu w 3 aktach (Warszawa, LSW 1964)
24. Hołd pruski – powieść historyczna (Warszawa, Ludowa Spółdz. Wyd. 1964)
25. Ocalenie Syrakuz – powieść historyczna dla młodzieży (Warszawa, "Nasza Księgarnia" 1966)
26. Błazen starego króla – powieść hist. dla młodzieży (Warszawa, LSW 1967)
27. Wieża czarnej księżniczki – powieść hist. (Warszawa, LSW 1968)
28. Bunt Paryża. Powieść historyczna (Warszawa, "Nasza Księgarnia", 1971)
29. Listopadowa zawierucha. Powieść historyczna z czasów powstania listopadowego (Łódź, Wyd. Łódzkie 1972)
30. Wojenny pan – powieść (Warszawa, Ludowa Spółdz. Wydawnicza 1972)
31. Saga grodu nad Prosną – pow. hist. dla młodzieży (Warszawa, "Nasza Księgarnia" 1975)